# غودفري بلوم
غودفري بلوم (بالإنجليزية: Godfrey Bloom)‏ هو اقتصادي وسياسي بريطاني، ولد في 22 نوفمبر 1949 بلندن في الإمبراطورية الرومانية. حزبياً، نشط في حزب استقلال المملكة المتحدة. وقد في انتخابات البرلمان الأوروبي 2004، انتخب عضو في البرلمان الأوروبي عن دائرة يوركشاير وهامبر ‏ لترشحه ضمن   قائمة حزب استقلال المملكة المتحدة، وقد انضم خلال فترته النيابية (20 يوليو 2004 – 13 يوليو 2009)  للكتلة البرلمانية غير مرتبطين وفي انتخابات البرلمان الأوروبي 2009، انتخب عضو في البرلمان الأوروبي عن دائرة يوركشاير وهامبر ‏ لترشحه ضمن   قائمة حزب استقلال المملكة المتحدة، وقد انضم خلال فترته النيابية (14 يوليو 2009 – 30 يونيو 2014)  للكتلة البرلمانية غير مرتبطين وانتخب عضو في البرلمان الأوروبي عن دائرة يوركشاير وهامبر ‏ (1 مايو 2004 – 2 يوليو 2014).

## وصلات خارجية
- الموقع الرسمي